# 원안
원안(袁安, ? ~ 92년 4월 9일)은 후한 전기의 관료로, 자는 소공(召公)이며 예주 여남군 여양현(汝陽縣) 사람이다. 원안 자신을 포함하여 4세대에 걸쳐 삼공을 배출한 후한의 명문가 여남 원씨(汝南 袁氏)의 시조이다.

## 생애
조부 원량(袁良)은 맹씨역(孟氏易)을 배운 유학자로, 전한 평제 때 태자사인(太子舍人)을 지냈으며 광무제가 후한을 일으킨 후 성무령(成武令)을 지냈다. 원안은 원량으로부터 가학(家學)인 맹씨역을 배워 유학자로서 학문에 정진하였다.
원안은 처음에 현의 공조(功曹)를 지냈으나, 영평 3년(60년)에 효렴으로 천거되어 낭중(郞中)에 임명되었다.
효렴에 천거되었을 때의 일화가 다음과 같이 전해지고 있다.
원안이 벼슬길에 나아가지 않고 학문에 정진하던 때에 눈이 많이 내려 굶주리게 되었는데, 원안은 집에 혼자 틀어박혀 잠을 잤다. 이따금 저잣거리를 시찰하던 현령이 눈을 치우지 않은 집을 발견하고는 굶어 죽은 사람이 있을지도 모른다는 생각에 눈을 치우고 집 안으로 들어갔는데, 그 집은 원안의 집이었다. 현령은 원안에게 왜 밖으로 나가 먹을 것을 구하지 않느냐고 물었는데, 이에 원안은 큰눈으로 사람들이 곤경에 처했으니 밖에 나가면 폐를 끼치게 된다고 대답하였다. 이에 감복한 현령은 원안을 효렴으로 천거하였다.
관계에 진출한 원안은 음평장(陰平長)·임성령(任城令)을 차례로 지냈다. 이때 엄중하고 공정한 정치를 펼쳐 사람들로부터 높이 평가를 받았다.
영평 14년(71년), 전에 모반을 일으켰던 초왕 유영이 쫓겨난 직후 초군태수로 파견되었다. 여기서 유영의 연좌로 인해 잡힌 많은 사람들의 재판을 담당하였는데, 반역에 가담했다는 확실한 증거가 없는 사람 수백 명의 무죄를 상주하여 무고한 사람들을 살렸다. 공정한 재판에 감복한 명제는 곧바로 그를 중앙으로 불러들였으며, 수도 낙양을 중심으로 한 지역의 행정을 담당하는 하남윤에 임명하였다. 원안은 엄정하게 임지를 다스리는 한편, 억지로 재판하지 않고 덕치(德治)에 힘썼기 때문에 그가 재임한 10년 동안 수도의 기풍이 정연해졌으며, 그 명성이 조정에까지 들렸다.
건초 6년(81년), 구경의 하나인 태복에 임명되어 중앙 관직에 발을 들여놓았으며, 다음으로 중앙 정부의 최고 관직인 삼공 중 사공·사도를 지냈다.
장화 2년(88년), 장제가 붕어하고 나이가 어린 화제가 즉위하였다. 원안은 장제의 외척으로서 권력을 장악한 두(竇)씨 일파와 대립하여 두씨를 탄핵할 것을 상주하였으나, 조정을 지탱하는 청류파(淸流派)의 수장인 원안이 파면되는 일은 없었다.
영원 4년(92년) 3월 계축일, 원안은 두씨의 세도를 걱정하는 한편 사도를 지내던 중 죽었다. 시신은 윤3월 경오일에 장사지냈고, 이후 두씨 일파가 축출되자 원안에 대한 재평가가 일어나 그의 아들 원상(袁賞)이 낭(郎)에 임명되었다.
원안의 아들 원창은 사공에 올랐으며, 원경(袁京)의 아들 원탕은 사공과 사도를 거쳐 태위까지 지냈다. 원탕의 아들 원봉과 원외 또한 삼공의 지위에 올랐다.
후한 말의 군벌 원소와 원술은 원탕의 손자이다.
한편, 원안을 기리는 비로 전서로 새겨진 《원안비》(袁安碑)가 있다.

## 가계

### 관련 인물
원기　원담　원매　원봉　원상　원성　원소

원술　원외　원요　원유　원윤　원평　원희
| 전임 설소 | 후한의 하남윤 74년 8월 ~ 83년 | 후임 소순 |

| 전임 임외 | 후한의 태복 83년 6월 병신일 ~ 86년 | 후임 장포 |

| 전임 제오륜 | 제6대 후한의 사공 86년 5월 병자일 ~ 87년 | 후임 임외 |

| 전임 환우 | 제10대 후한의 사도 87년 6월 기묘일 ~ 92년 3월 계축일 | 후임 정홍 |